# Palazzo Cesarini

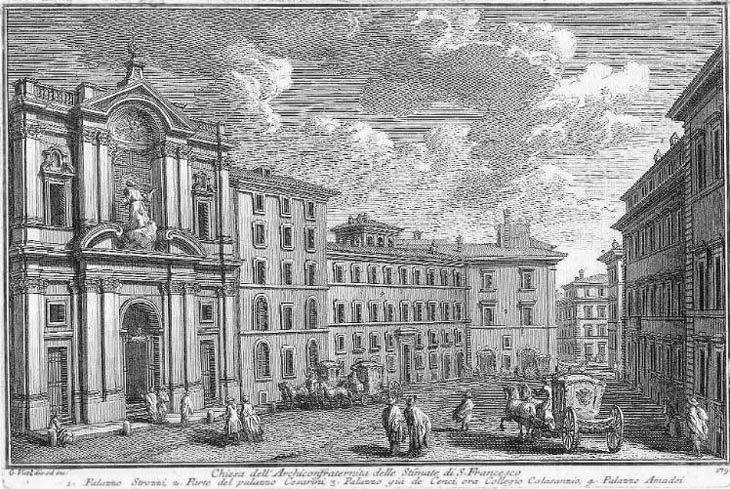
Vista do Largo delle Stimmate numa gravura de Giuseppe Vasi (1759). O Palazzo Cesarini é penúltimo palácio à direita, de fachada menor. Em frente dele está o Collegio Calasanzio, que foi reduzido na mesma época. No local hoje passa o Corso Vittorio Emanuele II.

Palazzo Cesarini era um palácio que ficava originalmente do lado oeste do Largo delle Stimmate, o lado contrário da igreja do Santissime Stimmate di San Francesco, onde hoje passa o Corso Vittorio Emanuele II, no rione Pigna de Roma. Ele foi demolido em 1926 para permitir as escavações na recém-descoberta "Área Sacra" do Largo di Torre Argentina: ele ficava bem ao lado de onde hoje está o chamado "Templo A" (provavelmente o Templo de Juturna), que ficava imediatamente abaixo da igreja de San Nicola dei Cesarini, cujos restos ainda são visíveis no local. Ele foi construído pelo cardeal Giuliano Cesarini, dito "o Velho", no começo do século XV e restaurado e ampliado pelo duque Giovan Giorgio Cesarini no século XVI.